# Magnolia hypolampra
Magnolia hypolampra är en magnoliaväxtart som först beskrevs av James Edgar Dandy, och fick sitt nu gällande namn av Richard B. Figlar. Magnolia hypolampra ingår i släktet Magnolia och familjen magnoliaväxter. Inga underarter finns listade i Catalogue of Life.